# SMS Admiral Spaun
SMS Admiral Spaun bio je jedinstvena laka krstarica Austro-ugarske ratne mornarice. Tri druga broda izgrađena su prema sličnim specifikacijama kao Admiral Spaun, ali s različitim pogonom i ojačanim naoružanjem.

## Pregled
Oko prijelaza s 19. na 20. stoljeće velike ratne mornarice započele su graditi brze izviđačke krstarice (poput britanskih krstarica klase Pelorusa ili talijanskoga Quarta, 1909. – 1911.)
Dizajn novog austrougarskog broda započet je 1906. godine, a u službu je stavljen 1910. godine. Brod je bio brzi izviđač lakoga bočnog oklopa pogonjen 3500-tonskom turbinom.
Iskustvo iz ratnog vremena pokazalo je da su topovi od 100 mm inferiorniji, no planovi za preopremu broda odloženi su zbog ratnih problema. Godine 1915. broj cijevi za ispaljivanje torpeda povećan je na 8.
Admiral Spaun aktivno je služio tijekom Prvoga svjetskog rata. Nakon rata Italija je prebacila brod u Veneciju gdje je sudjelovao u paradi flote u povodu talijanskoga Dana pobjede 25. ožujka 1919. godine. Poslije je predan Velikoj Britaniji kao dio reparacija i prodan talijanskoj kompaniji radi rezanja (1922.).

## Ime
Brod je imenovan po Hermannu von Spaunu (1833. – 1919.) koji je od 1897. bio zapovjednik Austrougarske ratne mornarice i Mornaričke sekcije k.u.k. Ministarstva rata. Spaun je odstupio s položaja 1904. godine radi protesta protiv preusmjeravanja velikoga dijela mornaričkih proračunskih sredstava kopnenoj vojsci, a položaj je preuzeo Rudolf Montecuccoli. To je bio prvi put da je neki brod Austrougarske ratne mornarice imenovan po živućoj osobi izvan obitelji Habsburga. Spaun je prisustvovao ceremoniji krštenja broda.

## Više informacija
Modificirani brodovi klase Admirala Spauna:
- SMS Saida
- SMS Helgoland
- SMS Novara

## Vanjske poveznice
- Fotografije i detalji Admirala Spauna  Arhivirana inačica izvorne stranice od 14. listopada 2008. (Wayback Machine) (tekst na njemačkom)
- Opis na engleskom
- Tehnički detalji na engleskom  Arhivirana inačica izvorne stranice od 20. veljače 2007. (Wayback Machine)